# Devon Petersen
Devon Petersen (* 4. Juni 1986 in Kapstadt) ist ein südafrikanischer Dartspieler, welcher aktuell bei der PDC unter Vertrag steht. Sein Spitzname lautet The African Warrior, zu deutsch Der afrikanische Krieger.

## Karriere
Petersen gewann die South African Open 2010 gegen Leslie Francis, nachdem er 2009 gegen denselben Spieler verloren hatte. Dieser Sieg berechtigte ihn zur Teilnahme an der PDC-Weltmeisterschaft 2011. In der Vorrunde der Weltmeisterschaft gewann er gegen Norman Madhoo mit 4:3 Legs und qualifizierte sich somit für die erste Runde, wo er auf Jamie Caven traf. Obwohl er den ersten Satz für sich entscheiden konnte, verlor er noch mit 1:3.
Im Jahr 2011 erhielt er die Berechtigung bei der PDC Pro Tour zu starten. Nachdem Petersen sich dazu entschieden hatte, Dartsprofi zu werden, zog er nach Brighouse, England und unterzeichnete einen Sponsorenvertrag mit Unicorn Darts.
Im Jahr 2011 gewann Petersen erneut die South African Open, was die Qualifikation zur Weltmeisterschaft 2012 bedeutete. Er musste erneut in der Vorrunde antreten und besiegte José de Sousa mit 4:3 Legs. In der ersten Runde traf er auf Steve Brown, den er trotz 0:2-Satzrückstand noch mit 3:2 besiegen konnte. In der zweiten Runde unterlag er allerdings dem Schotten Gary Anderson mit 2:4.
Zusammen mit Shawn Hogan repräsentierte er Südafrika beim World Cup of Darts 2012 in Hamburg. Gemeinsam besiegten sie Spanien mit 5:2 in der ersten Runde und gewannen anschließend gegen die an Platz 4 gesetzten Schotten in einem Sudden-Death-Leg. Im Viertelfinale unterlagen sie dann dem Team aus Wales mit 1:3, wobei Petersen sich zu früh freute, als er die Doppel-16 traf, sich jedoch zuvor verzählt hatte und Richie Burnett kurz danach das Spiel zu Gunsten der Waliser entschied.
Wegen einer Armverletzung musste er im Jahr 2013 eine Pause einlegen und nahm an keinem Turnier der Saison teil.
Im Jahr 2020 errang Petersen seinen ersten Ranking-Titel bei der PDC, indem er bei der German Darts Championship nach Siegen gegen Jeffrey de Zwaan, den Drittplatzierten der PDC Order of Merit Gerwyn Price, den ehemaligen Weltmeister Rob Cross, Krzysztof Ratajski und Danny Noppert im Finale Jonny Clayton mit 8:3 in Legs besiegen konnte. Daraufhin qualifizierte sich Petersen zum ersten Mal für den World Grand Prix, wo er in der ersten Runde mit 2:0 gegen José de Sousa gewann. In der zweiten Runde ließ ihm Michael van Gerwen beim 0:3 jedoch keine Chance.
Auch beim Grand Slam of Darts 2020 gab Petersen sein Debüt. Seine Gruppenspiele gegen Ian White, Dirk van Duijvenbode und Peter Wright konnte er alle mit 5:2 gewinnen und somit als Gruppensieger ins Achtelfinale einziehen. Hier unterlag er allerdings Damon Heta mit 7:10. Bei den Players Championship Finals 2020 schied Petersen in der ersten Runde aus.
Bei der PDC World Darts Championship 2021 fuhr Petersen sein mit Abstand bestes WM-Ergebnis ein. An Position 29 gesetzt, stieg er erst in der zweiten Runde ein. Gegen Steve Lennon setzte er sich dabei mit 3:1 durch. In der zweiten Runde ließ er dem überraschend weitergekommenen Jason Lowe keine Chance und zog mit 4:0 erstmals ins Achtelfinale an. Gegen Gary Anderson konnte Petersen dann aber selbst keinen Satz gewinnen.
Bei den UK Open 2021 startete Petersen in der vierten Runde. Er gewann mit 10:5 gegen Jeffrey de Zwaan und zog mit dem gleichen Ergebnis gegen Scott Waites ins Achtelfinale ein. Hier entschied Petersen das Duell gegen Peter Jacques mit 10:4 für sich und zog somit zum zweiten Mal nach 2015 ins Viertelfinale ein. Hier lieferte er sich ein enges Match gegen den neuen Weltmeister Gerwyn Price, der letztlich aber mit 9:10 die Oberhand behielt.
Bei den Players Championships 2021 spielte sich Petersen mehrfach ins Achtelfinale. Für die beiden Turniere der European Darts Tour 2021 war Petersen gesetzt, konnte jedoch bei beiden kein Spiel gewinnen. Beim World Matchplay 2021 schied Petersen ebenfalls in Runde eins aus. Er unterlag Dimitri Van den Bergh mit 5:10. Beim World Cup of Darts ging Petersen mit Carl Gabriel an den Start und besiegte in der ersten Runde das Team aus Spanien. In der zweiten Runde hatten beide gegen James Wade und Dave Chisnall jedoch kaum eine Chance. Bei den Players Championship Finals 2021 verlor Petersen wie im Vorjahr in Runde eins. Insgesamt war die zweite Jahreshälfte 2021 also weniger erfolgreich verlaufen.
Für die PDC World Darts Championship 2022 war Petersen wieder gesetzt und somit erst ab der zweiten Runde dabei. Er hatte dabei jedoch gegen den Australischen Qualifikanten Raymond Smith keine Chance und unterlag 0:3. Er war kurz darauf auch das erste Mal beim Masters dabei, verlor aber in Runde ein mit 1:6 gegen Luke Humphries.
Bei den UK Open 2022 konnte Petersen gegen Jelle Klaasen gewinnen, jedoch nicht gegen den späteren Turniersieger Danny Noppert in der fünften Runde. Insgesamt reichten die Ergebnisse daraufhin nicht mehr, um sich automatisch für die Major-Turnier zu qualifizieren und auch aus der European Darts Tour 2022 rückte Petersen aufgrund ausbleibender Erfolge raus. Beim World Cup of Darts 2022 unterlagen Petersen und sein Teampartner Stevan Vermaak in der ersten Runde gegen Daniel Larsson und Johan Engström aus Schweden. Über den Tour Card Holder Qualifier kam Petersen daraufhin zwar zu den World Series of Darts Finals, konnte jedoch nur ein 4:6 gegen Leonard Gates erreichen.
Überraschend scheiterte Petersen Ende 2022 beim Südafrikanischen Qualifier für die Weltmeisterschaft. Da er auch keinen der anderen Wege nutzen konnte, war Petersen zum ersten Mal seit 2016 nicht mehr für die Weltmeisterschaft qualifiziert.
Im Kalenderjahr 2023 verbesserten sich Petersens Leistungen auf der Tour nicht. Bei den UK Open 2023 schied er nach nur einem Spiel aus. Auf der Pro Tour gewann er gerade mal drei Spiele. Lediglich beim World Cup of Darts 2023 konnten Petersen und Vernon Bouwers für Südafrika ins Achtelfinale einziehen, nachdem sie in der Gruppenphase die Teams aus Spanien und Island mit 4:2 besiegt hatten. Im Achtelfinale unterlagen die beiden allerdings Thibault Tricole und Jacques Labre aus Frankreich mit 4:8. Aufgrund einer Regeländerung der PDC durfte er auch nicht erneut beim Südafrikanischen Qualifier teilnehmen. Da er sich auch über die anderen Wege nicht für die WM qualifizieren konnte, muss Petersen nach acht Jahren seine Tour Card wieder abgeben.
Bei der Q-School 2024 durfte Petersen in der Final Stage starten. Er gewann jedoch nur drei Spiele und ist somit zum ersten Mal seit 2014 ohne Tour Card. Auf der Challenge Tour erzielte Petersen daraufhin ein Viertelfinale und ein weiteres Achtelfinale am ersten Wochenende. Er beendete die Saison auf Rang 75 in der Challenge Tour Order of Merit. Außerdem nahm er an der African Continental Tour teil und spielte sich hier einmal ins Viertel- und einmal ins Achtelfinale sowie beim Tour-Finale in ein weiteres Viertelfinale. Den African Qualifier für die WM konnte er jedoch nicht erfolgreich gestalten.
Bei der UK Q-School 2025 musste Petersen somit wieder in der First Stage an den Start gehen. Er gewann dabei am ersten Tag zwei Spiele, konnte drauf jedoch nicht aufbauen und blieb mit zwei Punkten für die Rangliste in der First Stage hängen.
Petersen erlangte durch seinen Tanz, den er vor vielen Spielen aufführt, große Beliebtheit bei vielen Darts-Fans.
Seit 2023 spielt Petersen für den Bundesligisten Karlsruher SC.

## Weltmeisterschaftsresultate

### PDC
- 2011: 1. Runde (1:3-Niederlage gegen Jamie Caven)
- 2012: 2. Runde (2:4-Niederlage gegen  Gary Anderson)
- 2014: Achtelfinale (0:4-Niederlage gegen  James Wade)
- 2017: 1. Runde (1:3-Niederlage gegen  Steve Beaton)
- 2018: 1. Runde (2:3-Niederlage gegen  Darren Webster)
- 2019: Achtelfinale (3:5-Niederlage gegen  Nathan Aspinall)
- 2020: 1. Runde (1:3-Niederlage gegen  Luke Humphries)
- 2021: Achtelfinale (0:4-Niederlage gegen  Gary Anderson)
- 2022: 2. Runde (0:3-Niederlage gegen  Raymond Smith)

## Titel

### PDC
- Pro Tour
  - European Darts Tour
    - European Darts Tour 2020: (1) German Darts Championship